# Ara Alpha
L'Ara Alpha est un tracteur agricole français des années 1920.

## Conception
Ara est une société créée à partir de Delaunay-Belleville. Ara signifie Appareils routiers et agricoles mais fait référence aux travaux aratoires. Deux modèles Ara sont commercialisés : l'Ara Alpha léger et l'Ara B plus lourd,. Le siège d'Ara est 9 rue Frédéric-Bastiat à Paris. Les tracteurs sont construits par Lorraine-Dietrich.
L'Ara Alpha est testé par l'Armée française en 1921. Les résultats, insuffisants, mènent à la sortie rapide d'un modèle renforcé, l'Ara Alpha Prime testé dès mars 1922. Léger, l'Ara Alpha Prime est apprécié dans la viticulture.

## Utilisation militaire

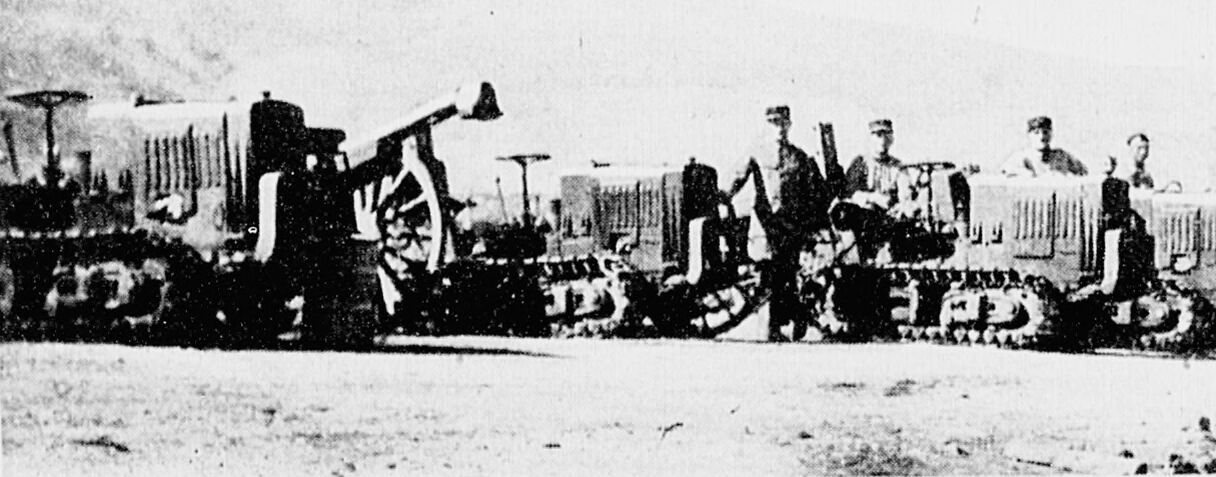
Ara Alpha Prime du III/ lors de la guerre du Rif.

Une première série d'une vingtaine d'exemplaires d'Ara Alpha Prime est livrée vers 1923-1924 pour la traction tactique des canons de 75 de l'artillerie portée. Dix tracteurs sont envoyés au Maroc avec le IIIe groupe du 313e régiment d'artillerie portée pendant la guerre du Rif, entre septembre 1925 et octobre 1926. En 1925-1926, une nouvelle série d'au moins 83 Ara Alpha Prime 3 est livrée pour compléter les dotations.
Les Ara Alpha Prime sont toujours en service au sein de certains régiments d'artillerie portée pendant la bataille de France.